# Lorenzo Ianes
Lorenzo Ianes (23 de octubre de 2000) es un deportista de Italia que compite en atletismo. Ganó una medalla de plata en el Campeonato Europeo de Atletismo Sub-20 de 2019, en la prueba de 4 × 100 m.